# 정치용
정치용(鄭致溶, 1957년 12월 15일~)은 대한민국의 지휘자로 강원도 원주 출신이며, 서울대학교 음악대학에서 작곡을 전공했다. 대학 재학 중 아르스 앙상블을 조직하여 지휘자로 활동하면서 국내외 현대음악 작품을 초연하기도 했다. 1980년대 중반 오스트리아로 유학해 잘츠부르크 모차르테움 음악대학에서 미하엘 길렌에게 지휘를 사사했으며, 1990년에는 오스트리아 방송 협회(ORF) 주최 국제 지휘 콩쿠르에서 대상을 받았고, 이어 1991년에는 오스트리아 문교부장관상 수상과 함께 최우수 졸업하였다.
1990년대 초반에 귀국해 관현악과 오페라, 현대음악과 전통음악 공연 등 음악 전반에 거쳐 활발한 활동을 해왔으며, 특히 윤이상의 관현악 작품과 오페라 보급에 힘써왔다. 1997년 3월에 원주시립교향악단의 수석지휘자로 부임했으며, 1999년에는 서울시립교향악단의 단장 겸 지휘자로 발탁되어 2001년까지 활동하였고 국립국악원 창작악단 음악고문을 역임하기도 했다.
김수근문화상 공연예술상(1995), 문화관광부 선정 젊은 예술가상(1995), 한국 뮤지컬대상 음악상(1999)을 받았으며 2004년부터 2010년까지 원주시립교향악단의 명예 음악감독으로 활동하는 동시에 2008년에는 창원시립교향악단의 상임지휘자로 위촉되었다. 한국예술종합학교 음악원 지휘과 과장 교수로 재직 중이며 한국 지휘자 협회 회장직을 맡고 있다.
|  | 원주시립교향악단 수석지휘자 (2004년부터 명예 음악감독 겸임) 1997년~2010년 | 후임 박영민 (상임지휘자) |

| 전임 장윤성 | 창원시립교향악단 상임지휘자 2008년~2015년 | 후임 박태영 |